# 오일러 지표
대수적 위상수학과 조합론에서 오일러 지표(Euler指標, 영어: Euler characteristic)란 위상 공간 또는 그래프의 위상수학적 불변량의 하나인 정수다. 즉, 공간의 크기나 왜곡에 관계없는 값이다. 오일러-푸앵카레 지표(Euler-Poincaré characteristic)라고도 부른다. 기호는 그리스 문자 {\displaystyle \chi }이다.

## 정의
사슬 복합체 {\displaystyle (C_{\bullet },\partial _{\bullet })}의 호몰로지 {\displaystyle H_{\bullet }(C)}가 모두 유한 계수를 갖는다고 하고, 또한 {\displaystyle H_{\bullet }}이 어떤 최저·최고 차수 밖에서는 계수가 0이라고 하자. 그렇다면, 사슬 복합체 {\displaystyle (C_{\bullet },\partial _{\bullet })}의 오일러 지표 {\displaystyle \chi (C_{\bullet })\in \mathbb {Z} }는 다음과 같은 정수이다.
{\displaystyle \chi (C_{\bullet })=\sum _{i}(-1)^{i}\operatorname {rank} H_{i}(C)\in \mathbb {Z} }
위상 공간 {\displaystyle X}의 오일러 지표 {\displaystyle \chi (X)}는 그 특이 사슬 복합체의 오일러 지표이다. CW 복합체 {\displaystyle X}의 오일러 지표는 세포 사슬 복합체의 오일러 지표이다. 특히, 그래프나 다면체는 자연스럽게 CW 복합체를 이루므로, 오일러 지표를 조합론적으로 계산할 수 있다.

## 예

### 다면체
v를 꼭짓점, e를 모서리, f를 면의 수라고 할 때 오일러 지표 {\displaystyle \chi }는 다음과 같다.
{\displaystyle \chi =v-e+f}
오일러 지표는 위상수학적 불변량이고, 모든 다면체는 구와 위상동형이므로, 다면체의 오일러 지표의 값은 그 모양에 관계 없이 항상 2이다.
| 이름       | 그림 | 꼭짓점 v | 모서리 e | 면 f | 오일러 지표: v - e + f |
| ---------- | ---- | -------- | -------- | ---- | ---------------------- |
| 정사면체   |      | 4        | 6        | 4    | 2                      |
| 정육면체   |      | 8        | 12       | 6    | 2                      |
| 정팔면체   |      | 6        | 12       | 8    | 2                      |
| 정십이면체 |      | 20       | 30       | 12   | 2                      |
| 정이십면체 |      | 12       | 30       | 20   | 2                      |

### 곡면
일반적인 곡면이 주어지더라도 표면에 다각형을 그려서 오일러 지표를 계산할 수 있다.
| 이름                                                  | 그림 | 오일러 지표 |
| ----------------------------------------------------- | ---- | ----------- |
| 폐구간                                                |      | 1           |
| 원                                                    |      | 0           |
| 원판(disk)                                            |      | 1           |
| 구                                                    |      | 2           |
| 토러스(Torus) (두 원의 곱집합)                        |      | 0           |
| 이중 토러스                                           |      | -2          |
| 삼중 토러스                                           |      | -4          |
| 실사영평면(Real projective plane)                     |      | 1           |
| 뫼비우스 띠                                           |      | 0           |
| 클라인 병                                             |      | 0           |
| 연결되지 않은 두 개의 구 (교점이 없는 두 구의 합집합) |      | 2 + 2 = 4   |

## 역사
레온하르트 오일러가 다면체에 대하여 정의하였다. 이후 이 개념은 대수적 위상수학을 통해 일반적인 위상 공간의 호몰로지에 대하여 일반화되었다.

## 같이 보기
- 오일러 특성류

## 참고 문헌
- Hatcher, Allen (2002). 《Algebraic topology》 (영어). Cambridge: Cambridge University Press. ISBN 978-0-521-79540-1. MR 1867354. Zbl 1044.55001.